# Gatien Christophe
Pour les articles homonymes, voir Christophe.
Gatien Christophe est un homme politique français né le 21 novembre 1759 à Veigné (Touraine) et décédé le 27 février 1827 à Loches (Indre-et-Loire).

## Biographie
Fils de François Chrystophe et de Anne Renée Bougrier, il devient avocat à Loches.
Il est député d'Indre-et-Loire en 1815, pendant les Cent-Jours.

## Sources
- « Gatien Christophe », dans Adolphe Robert et Gaston Cougny, Dictionnaire des parlementaires français, Edgar Bourloton, 1889-1891 [détail de l’édition]